# Marmota baibacina
Marmota baibacina е вид бозайник от семейство Катерицови (Sciuridae).

## Разпространение
Видът е разпространен в Казахстан, Киргизстан, Китай (Синдзян), Монголия и Русия.